# Charles Oman
Sir Charles William Chadwick Oman (12 gennaio 1860 – 23 giugno 1946) è stato uno storico e numismatico britannico.

## Biografia
Nacque in India, figlio di un piantatore inglese, e frequentò la Oxford University, dove nel 1905 divenne Chichele Professor of Modern History di storia moderna, succedendo a Montagu Burrows. Oltre a questo, ricevette moltissimi riconoscimenti, ma la sua carriera accademica fu interrotta dalla prima guerra mondiale poiché fu impiegato al Foreign Office e al Press Bureau.
Terminato il conflitto, proseguì la carriera ad Oxford, ricevendo ulteriori numerosi riconoscimenti, morendovi nel 1946, subito dopo la seconda guerra mondiale. 

Nel 1928 gli fu conferita la medaglia della Royal Numismatic Society.
Importanti e pionieristiche furono le sue ricostruzioni delle battaglie medievali, che ricavò dalle confuse e frammentarie testimonianze che erano giunte fino a lui. Il suo stile di scrittura è un misto tra accuratezza storica e racconti emozionanti, il che rese i suoi testi, benché fondati su anni di profonde  ricerche, agevolmente fruibili anche come opere di narrativa.

## Opere
- The Art of War in the Middle Ages (L'arte della guerra nel Medioevo) (1885)
- A History of Greece From the Earliest Times to the Death of Alexander the Great (Storia della Grecia dai tempi antichi alla morte di Alessandro il Grande) (1888)
- Warwick the Kingmaker (1891)
- The Story of the Byzantine Empire (La storia dell'Impero Bizantino) (1892)
- The Dark Ages: 476-918 (Gli anni bui: 476-918) (1893)
- A History of England (Storia dell'Inghilterra) (1895)
- A History of the Art of War in the Middle Ages (Storia dell'arte della guerra nel Medioevo) (1898)
- England in the Nineteenth Century (L'Inghilterra nel Diciannovesimo secolo) (1900)
- History of the Peninsular War (Storia della guerra peninsulare) (1902-1930)
- Seven Roman Statesmen of the Later Roman Republic (Sette statisti romani della tarda repubblica di Roma) (1902)
- England and the Hundred Years War (L'Inghilterra e la Guerra dei Cent'anni) (1903?)
- The Hundred Days, 1815 (I Cento Giorni, 1815) (1906)
- Inaugural lecture on the study of history (1906?)
- A History of England in Seven Volumes (Storia dell'Inghilterra in sette volumi) (1904)
- Wellington's Army, 1809-1814 (L'esercito di Wellington) (1912)
- The Outbreak of the War of 1914-18: A Narrative Based Mainly on British Official Documents (Lo scoppio della Guerra del 1914-18: una descrizione basata principalmente sui documenti ufficiali britannici) (1919)
- The Unfortunate Colonel Despard & Other Studies Lo sfortunato colonnello Despard e altri studi) (1922)
- British Castles (Castelli inglesi) (1926)
- Political Principles of Some Notable Prime Ministers of the Nineteenth Century (Principii politici di alcuni notabili Primi Ministri del Diciannovesimo secolo) (1926)
- Studies in the Napoleonic Wars (Studi delle guerre napoleoniche) (1929)
- The Coinage of England (La monetazione dell'Inghilterra) (1931)
- Things I Have Seen (Cose che ho visto) (1933)
- A History of the Art of War in the Sixteenth Century (Storia dell'arte della guerra nel Sedicesimo secolo) (1937)
- The Sixteenth Century (Il Sedicesimo secolo) (1937)